# 92 Dywizja Piechoty (III Rzesza)
92 Dywizja Piechoty (niem. 92. Infanterie-Division) – niemiecka dywizja z czasów II wojny światowej, sformowana na mocy rozkazu z 15 stycznia 1944 w północnych Włoszech. Krótko walczyła bez większego powodzenia we Włoszech w ramach 14 Armii. Generał Eberhard von Mackensen uznał ją za jednostkę niepełnowartościową i rozwiązał w czerwcu 1944 r. Żołnierzy wcielono do 362 Dywizji Piechoty.

## Struktura organizacyjna
- Struktura organizacyjna w styczniu 1944:

1059. i 1060. pułk grenadierów, 192. pułk artylerii, 192. batalion pionierów, 192. oddział przeciwpancerny, 192. oddział łączności, 192. polowy batalion zapasowy;
- Struktura organizacyjna w maju 1944:

1059. i 1060. pułk grenadierów, 192. pułk artylerii, 192. batalion pionierów, 92. dywizyjny batalion fizylierów, 192. oddział przeciwpancerny, 192. oddział łączności, 192. polowy batalion zapasowy;

## Dowódcy dywizji
- Oberst Freiherr de la Salle von Louisenthal I 1944 – 10 II 1944;
- Generalleutnant Werner Göritz 10 II 1944 – 9 VI 1944;